# Металургійний комбінат у Мадінат-ес-Садат
Металургійний комбінат у Мадінат-ес-Садат – підприємство чорної металургії Єгипту, яке діє на півночі країни у індустріальній зоні Мадінат-ес-Садат. Головний актив групи Beshay Steel.
Фактично у Мадінат-ес-Садат існують три окремі виробничі майданчики Beshay Steel, які відображають послідовний розвиток виробничого напрямку цього холдингу.

## Завод ISRM
У 1989 році була створена компанія International Steel Rolling Mills Company (ISRM), яка узялась за реалізацію проекту з виробництва будівельної арматури. В 1990-х вона ввела в дію прокатний стан річною потужністю 700 тисяч тонн.

## Завод EASRCo
В 1998-му була утворена Egyptian American Steel Rolling Company (EASRCo), що узялась за більш комплексний проект, у якому прокатні потужності забезпечувались би власною заготовкою. Основними елементами проекту були:
- електродугова піч, спроможна випускати 1,2 млн тонн сталі на рік;
- машина безперервного виливу заготовок;
- два прокатні стани продуктивністю по 600 тисяч тон на рік, орієнтовані на випуск будівельної арматури та катанки.
Відомо, що сталеплавильна піч цього проекту стала до ладу в 2003 році.

## Завод ESISCO
Наступним кроком у розвитку виробничого комплексу в Мадінат-ес-Садат стало будівництво комбінату повного циклу, що здійснили через компанію Egyptian Sponge Iron & Steel Company (ESISCO). Враховуючи відсутність у країні запасів вугілля та, відповідно, потенціалу для виробництва коксу, для заводу обрали більш традиційну в Єгипті технологію прямого відновлення заліза. Основними елементами комбінату стали:
- установка прямого відновлення, що використовує мідрекс-процес та має продуктивність у 1,76 млн тонн на рік;
- дві електродугові печі продуктивністю по 165 тонн на годину (по 1,3 млн тон сталі на рік). Перша з них була доповнена піччю-ківшем, а друга – установкою вакуумної дегазації;
- дві машини безперервного виливу заготовок;
- прокатний стан для випуску кутникового та профільного прокату потужністю 500 тисяч тон на рік.
Гарячобрикетоване залізо з мідрекс-установки може подаватись по спеціальному конвеєру прямо до сталеплавильної печі, що дозволяє підвищити енергетичну ефективність. Машина безперервного виливу заготовок також може передавати частину продукції напряму на прокатний стан, що дозволяє оптимізувати витрати на печах розігріву.
Запуск першої електродугової печі планувався на 2009 рік. Установка прямого відновлення та друга електродугова піч були готові у 2014-му, проте їх офіційний запуск припав на 2016 рік.
В першій половині 2010-х на тлі бурхливого зростання споживання та проблем із прирощенням запасів у Єгипті виник дефіцит природного газу, який є ключовим елементом у мідрекс-процесі. Як наслідок, в тому ж 2016-му установка прямого відновлення зупинилась. В наступні кілька років завдяки введенню в розробку супергігантського родовища Зогр дефіцит блакитного палива в країні вдалось подолати і в грудні (за іншими даними – у квітні) 2019-го мідрекс-установка на комбінаті в Мадінат-ес-Садат почала видавати продукцію. Втім, у березні 2020-го її знову зупинили, щонайменше до кінця року.

## Додаткова інформація
На заводах ESISCO та EASRCO діють вапнякові печі сукупною продуктивністю 700 тон на добу..
Природний газ надходить в район Мадінат-ес-Садата трубопроводами Ідку – Дашур та Амірія – Дашур.